# Celastrus panamensis
Celastrus panamensis är en benvedsväxtart som beskrevs av Lundell. Celastrus panamensis ingår i släktet Celastrus och familjen Celastraceae. Inga underarter finns listade.